# Bürgerschaftswahl in Bremen 1983
- SPD: 58
- Grüne: 5
- CDU: 37

Die Bürgerschaftswahl in Bremen 1983 war die elfte Wahl zur Bürgerschaft in der Freien Hansestadt Bremen. Sie fand am 25. September 1983 statt.
Für die SPD trat Bürgermeister und Senatspräsident Hans Koschnick bereits zum vierten Mal als Spitzenkandidat an, sein Gegenkandidat war zum dritten Mal der CDU-Landesvorsitzende Bernd Neumann.

## Ergebnis
Die Wahlbeteiligung lag bei 79,7 Prozent. Die regierende SPD konnte ihre absolute Mehrheit verteidigen und ausbauen. Erstmals konnte die FDP nicht in die Bürgerschaft einziehen.
| Partei | Stimmen | Prozent | Sitze (Veränderung) |
| ------ | ------- | ------- | ------------------- |
| SPD    | 210.632 | 51,3    | 58 (+6)             |
| CDU    | 136.635 | 33,3    | 37 (+4)             |
| GRÜNE  | 22.280  | 5,4     | 5 (+5)              |
| FDP    | 18.828  | 4,6     | 0 (−11)             |
| BGL    | 9.676   | 2,4     | 0 (−4)              |
| BAL    | 5.610   | 1,4     | -                   |
| ASD    | 4.060   | 0,9     | -                   |
| LD     | 1.759   | 0,4     | -                   |
| FRAUEN | 569     | 0,1     | -                   |
| EAP    | 191     | 0,1     | -                   |

Hans Koschnick wurde damit abermals zum Regierungschef gewählt, Bernd Neumann verzichtete nach seiner dritten Niederlage auf eine erneute Spitzenkandidatur.